# Парра, Адриана
Адриана Себальос Парра (исп. Adriana Ceballos Parra) (род. 6 августа 1950, Мехико) — мексиканская актриса.

## Биография
Родилась 6 августа 1950 года в Мехико. В мексиканском кинематографе дебютировала в 1978 году, и на её счету 22 работы в кино и сериалах. Российским зрителям актриса полюбилась в роли Риты Фернандес де Лопес в культовой теленовелле «Просто Мария» и в роли Магдалены Гонсалес в сериале Сеньора. После скандала на телекомпании Televisa, она заявила, что больше сниматься не будет, однако в 1993 году актриса снялась в 2-х фильмах, а ещё через 4 года актриса возвратилась в телесериалы и попала в штат TV Azteca. Более подробная информация о жизни и творчестве актрисы отсутствует. По состоянию на сегодняшний день, она по-прежнему занята в кино. Сейчас актриса живёт в городе Куэрнавака.

### Личная жизнь
Адриана Парра вышла замуж за актёра Фернандо Лухана (1939-2019) и родила ему дочь Кассандру Чангеротти, однако личная жизнь не сложилась, супруги развелись.

## Фильмография

### Телесериалы и теленовеллы

#### Televisa
- 1981 — Мы, женщины — Эстела.
- 1982 — Небеса не простят — Теодосия.
- 1983 — Завтра наступит весна — Кармен.
- 1987 — Время любви
- 1989-1990 — Просто Мария — Рита Фернандес де Лопес (дубл. Екатерина Васильева).

#### TV Azteca
- 1997 — Соперники по несчастью
- 1999 — Любовные наваждения — Бланка.
- 2001-2002 — Женщина с ароматом кофе — Химена де Фонтальво.
- 2002-2003 — Сомнение — Хасинта.
- 2007-2008 — Пока проходит жизнь
- 2009 — Полюби меня снова — Грегория.
- 2011 — Слабый пол — Сильвия Бермгедес.
- 2013 — Ловушки желания — Мара Кастильо.

#### Coral
- 1998 — Сеньора — Магдалена Гонсалес.

#### Сериалы свыше 2-х сезонов
- 1985—2007 — Женщина, случаи из реальной жизни (всего 22 сезона).
- 2008-2012 — Кападокия — Эмма Луиса Дельгадо (всего 3 сезона).
- 2009-2013 — На сцене (Испания) — играет саму себя (всего 4 сезона).

### Фильмы
- 1978 — Время ягуара
- 1979 — Эти разрушения, которые ты видишь — Жюстин Портико.
- 1982 — Showdown at Eagle Gap (не переводится) — Пилар Ромеро.
- 1993 — Последняя битва — Мать Артуро.
- 1993 — Печальные игры любви — Наталия.